# Étienne Hajdú

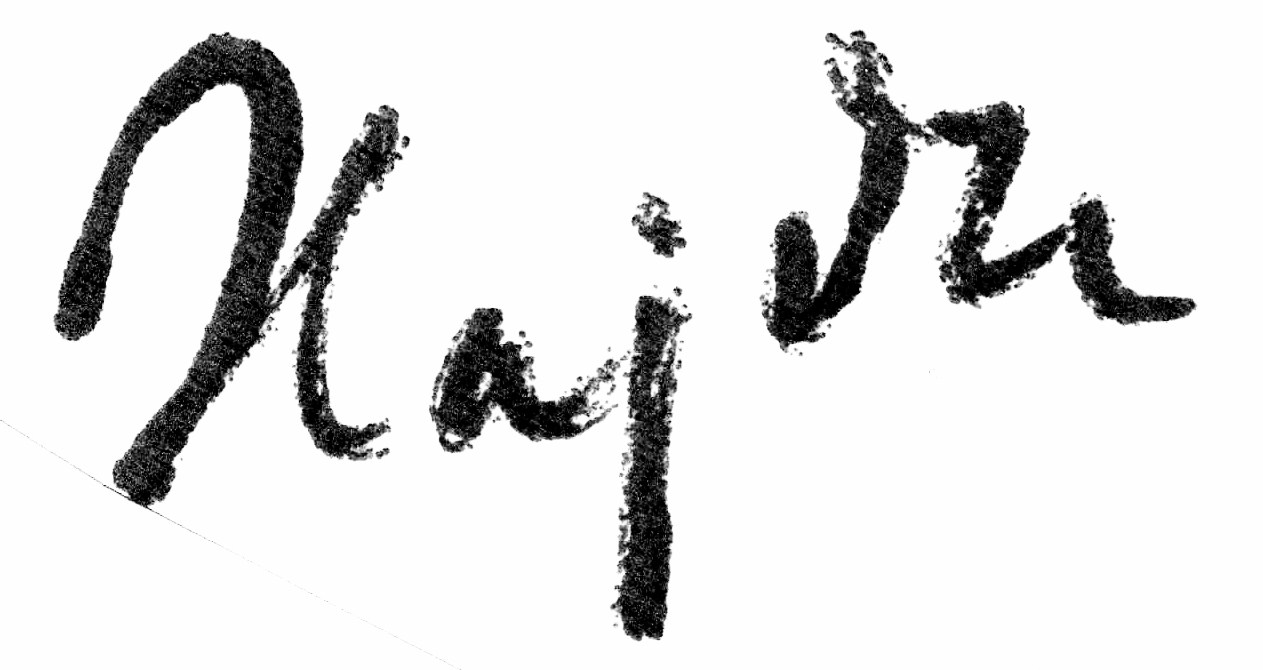
Hajdú Istváns Unterschrift

Étienne Hajdú (eigentlich: István Hajdú; * 12. August 1907 in Torda, damals Siebenbürgen, Österreich-Ungarn; † 24. März 1996 in Bagneux bei Paris, Frankreich) war ein französischer Bildhauer und Reliefkünstler ungarischer Abstammung. Er war ein wichtiger Vertreter der Abstrakten Kunst nach dem Zweiten Weltkrieg.

## Leben und Werk

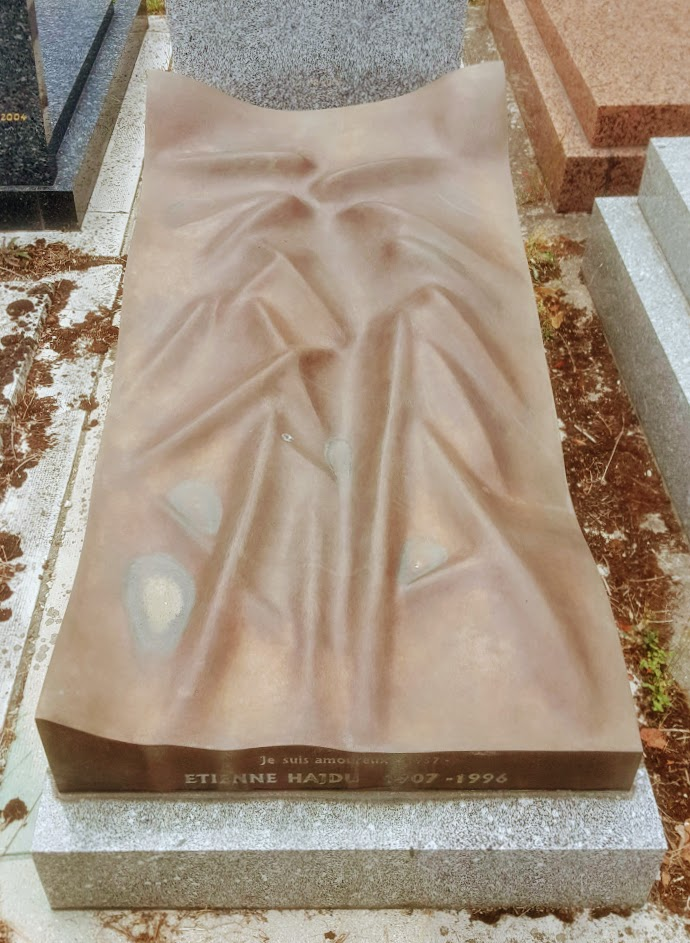
Grabstätte von Etienne Hajdu auf dem Friedhof von Thiais

Étienne Hajdú wurde als Sohn ungarischer Eltern im transsylvanischen Torda (rumänisch: Turda) geboren. Er besuchte die Technische Schule der dekorativen Künste in Ujpest heute Budapest in der Abteilung Holzskulptur von 1923 bis 1925 und 1926 für drei Monate die Kunstschule in Wien. Im Oktober 1927 siedelte er nach Paris über. Im selben Jahr wurde er für sechs Monate Schüler im Kurs für Aktzeichnen von Antoine Bourdelle an der Académie de la Grande Chaumière. Danach besuchte er bei Niclausse die École des arts décoratifs bis 1929. Er erhielt 1930 die französische Staatsbürgerschaft und absolvierte seinen Militärdienst in den Jahren 1931/1932. Im Jahre 1930 lernte er Fernand Léger kennen, der seine Kunst nachhaltig beeinflussen wird. Er freundet sich mit Maria Helena Vieira da Silva und Arpad Szenes an, mit denen er 1939 gemeinsam in der Galerie Jeanne Bucher in Paris ausstellt. Im Jahre 1936 reist er in die Niederlande um das Land Piet Mondrians kennenzulernen. 1939 reist er nach Griechenland und Kreta und erhält Eindrücke durch die mykenisch-kretische Kunst der Antike.
Nach Militärdienst in den Jahren 1939 und 1940 arbeitet er bis zur Befreiung Frankreichs im Jahre 1944 in einem Marmorbruch in Bagnères de Bigorre. Étienne Hajdú errichtete in den Jahren 1950 bis 1951 sein eigenes Haus und Atelier in Bagneux bei Paris, wo er bis zu seinem Tod lebte und arbeitete.
Nach regelmäßigen Ausstellungen in der Galerie Jeanne Bucher in Paris in den Jahren von 1946 bis 1958 bekam seine Kunst internationale Anerkennung. 1958 stellte er in der Galerie Knœdler in New York City aus, dann in Deutschland im Jahre 1961 in der Kestner-Gesellschaft in Hannover. Étienne Hajdú stellte 1959 in Krefeld zusammen mit Alicia Penalba im Museum Haus Lange und 1973 mit Juana Muller und Baltasar Lobo in den Musées de Metz ferner in Luxemburg aus. Im Jahre 1959 war er Teilnehmer der documenta 2 und 1964 auch der documenta 3 in Kassel in der Abteilung Plastik. 1969 wurde er mit dem Grand prix de sculpture ausgezeichnet.
Hajdus Grab befindet sich auf dem Friedhof von Thiais nahe Paris.

## Auszeichnungen
- 1979: Ordre des Arts et des Lettres (Komtur)[1]
- Ungarischer Verdienstorden (Komtur)

- Der Asteroid (7316) Hajdú wurde nach ihm benannt.

## Werke in Museen und Sammlungen
- Centre Pompidou Paris,
- Frac Île-de-France (Le Plateau)
- Frac Bretagne (Châteaugiron)
- Museum von Dijon
- Museum von Grenoble
- Folkwang Museum Essen
- Museum Abteiberg Mönchengladbach
- Museum of Modern Art New York,
- Solomon R. Guggenheim Museum New York
- San Francisco Museum of Modern Art
- Phillips Collection Washington, D.C.
- Musée d’état Luxembourg
- Kunstmuseum Budapest
- Kunstmuseum Bukarest
- „Museum of Contemporary Art“ Skopje Mazedonien
- Universität St. Gallen (Kunst am Bau)